# 绍旺西堡
绍旺西堡（法語：Chauvency-le-Château，法語發音：[ʃovɑ̃si lə ʃato]）是法国默兹省的一个市镇，属于凡尔登区。

## 地理
绍旺西堡（49°31'9"N, 5°18'36"E）面积8.82 平方千米，位于法国大東部大區默兹省，该省份为法国西北部内陆省份，北与比利时接壤，西接马恩省和阿登省，南至上马恩省和孚日省，东临默尔特-摩泽尔省。
与绍旺西堡接壤的市镇（或旧市镇、城区）包括：绍旺西圣于贝尔、布鲁埃讷、坎西-朗泽库尔、托讷勒蒂勒、托讷莱普雷、托内勒、维尼厄勒苏蒙梅迪。
绍旺西堡的时区为UTC+01:00、UTC+02:00（夏令时）。

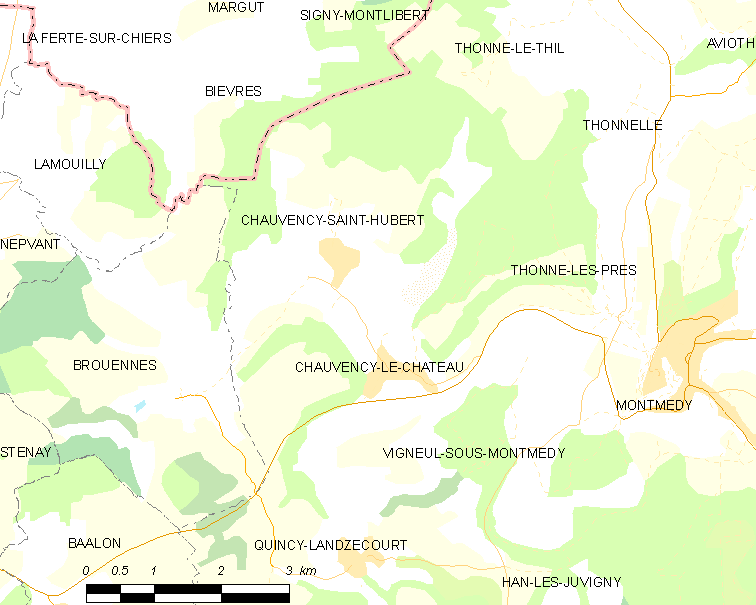
绍旺西堡的OSM定位图

## 行政
绍旺西堡的邮政编码为55600，INSEE市镇编码为55109。

## 政治
绍旺西堡所属的省级选区为蒙梅迪县。

## 人口

1962-2008年间绍旺西堡人口变化图示

绍旺西堡于2022年1月1日时的人口数量为225人。